# Angelica
Angelica es un género de plantas fanerógamas perteneciente a la familia Apiaceae.  Comprende 287 especies descritas y de estas, solo 116 aceptadas.

## Descripción
Son hierbas perennes, robustas a delgadas, erectas, caulescentes, ramificadas, glabras a tomentosas, con robustas raíces axonomorfas. Hojas pecioladas, membranáceas a subcoriáceas, pinnadas o pinnado-ternadas, compuestas, generalmente con folíolos anchos, dentados o lobados o, menos comúnmente, disecados; pecíolos envainadores, las vainas caulinares frecuentemente infladas y sin láminas. Inflorescencia de umbelas compuestas, laxas; pedúnculos terminales y laterales; involucro ausente o de pocas brácteas foliáceas (o raramente de brácteas casi tan largas como los radios); radios muy numerosos a escasos, patente-ascendentes, frecuentemente unidos en la base; involucelo de numerosas bractéolas angostas, enteras o ausentes; pedicelos delgados, patentes, frecuentemente unidos por una membrana. Dientes del cáliz diminutos a conspicuos o ausentes; pétalos ovados a obovados, con un ápice inflexo más angosto, blancos, rosados o purpúreos; estilos cortos a delgados, el estilopodio generalmente bajo-cónico. Frutos oblongo-ovados a obovados, conspicuamente aplanados dorsalmente, glabros a tomentosos; carpóforo 2-partido; costillas 5, las dorsales filiformes a alado delgada o suberosamente, las laterales anchamente con alas delgadas o suberosas; costillas de los 2 mericarpos separadas; vitas escasas a numerosas, adheridas al pericarpo o a la semilla; semilla frecuentemente sulcada por debajo de los intervalos, la cara aplanada o cóncava.

## Distribución
Tiene una distribución Circumboreal, desde Alaska y Siberia al S. de México y el Mediterráneo.

## Taxonomía
El género fue descrito por Carlos Linneo y publicado en Species Plantarum 1: 250–251. 1753. La especie tipo es: Angelica sylvestris L.
Etimología
Angelica: nombre genérico que deriva del latín para "angelical", en referencia a las propiedades medicinales de la planta, que se dice que ha sido revelado a un monje por un ángel que le dijo que era una cura para una plaga.

## Especies
Según Catalogue of Life 21 de junio de 2013:
| - Angelica aculeolata - Angelica acutiloba - Angelica adzharica - Angelica alba - Angelica alpina - Angelica altissima - Angelica ampla - Angelica amurensis - Angelica angelicastrum - Angelica angustifolia - Angelica anomala - Angelica apaensis - Angelica apiifolia - Angelica aquilegifolia - Angelica archangelica - Angelica arenaria - Angelica arguta - Angelica atropurpurea - Angelica balangshanensis - Angelica biserrata - Angelica boninensis - Angelica brachyradia - Angelica bracteata - Angelica breweri - Angelica calcarea - Angelica callii - Angelica calloso-serrata - Angelica canbyi - Angelica cartilaginomarginata - Angelica carvifolia - Angelica ceretanica - Angelica chaerophyllea - Angelica cicutaefolium - Angelica cincta - Angelica commutata - Angelica conioselinum - Angelica controversa - Angelica cryptotaeniifolia - Angelica cyclocarpa - Angelica dahurica - Angelica dailingensis - Angelica dawsoni - Angelica decursiva - Angelica dentata - Angelica dieffenbachii | - Angelica dielsii - Angelica discocarpa - Angelica distans - Angelica diversicolor - Angelica donatiana - Angelica duclouxii - Angelica dura - Angelica ebulifolia - Angelica edulis - Angelica elata - Angelica elatior - Angelica elgonense - Angelica fallax - Angelica fargesii - Angelica flavescens - Angelica forsterana - Angelica furcijuga - Angelica genuflexa - Angelica gigas - Angelica gingidium - Angelica glauca - Angelica globifera - Angelica graveolens - Angelica grayi - Angelica hakonensis - Angelica hendersoni - Angelica herminii - Angelica heterocarpa - Angelica hirsuta - Angelica hirsutiflora - Angelica illyrica - Angelica inaequalis - Angelica indica - Angelica intermedia - Angelica japonica - Angelica kangdingensis - Angelica keiskei - Angelica kingii - Angelica komarovii - Angelica laevigata - Angelica laevis - Angelica lancifolia - Angelica laurentiana - Angelica laxifoliata - Angelica lignescens | - Angelica likiangensis - Angelica lineariloba - Angelica lobata - Angelica longicaudata - Angelica longipedicellata - Angelica longipes - Angelica longiradiata - Angelica lucida - Angelica macrophylla - Angelica maculata - Angelica major - Angelica maowenensis - Angelica maritima - Angelica megaphylla - Angelica minor - Angelica montana - Angelica morii - Angelica morrisonicola - Angelica mukabakiensis - Angelica multicaulis - Angelica nelsoni - Angelica nemorosa - Angelica nitida - Angelica nubigena - Angelica nuristanica - Angelica officinalis - Angelica omeiensis - Angelica oncosepala - Angelica oreoselinum - Angelica ostruthium - Angelica pachycarpa - Angelica pachyptera - Angelica paeoniifolia - Angelica palustris - Angelica pancicii - Angelica paniculata - Angelica pastinaca - Angelica pinnata - Angelica pinnatiloba - Angelica polymorpha - Angelica pratensis - Angelica procera - Angelica pseudoselinum - Angelica pseudoshikokiana - Angelica pubescens | - Angelica purpurascens - Angelica pyrenaea - Angelica razulii - Angelica reuteri - Angelica roseana - Angelica roylei - Angelica sativa - Angelica saxicola - Angelica scaberula - Angelica scabra - Angelica scabrida - Angelica setchuenensis - Angelica shikokiana - Angelica sinanomontana - Angelica sinensis - Angelica songorica - Angelica songpanensis - Angelica stenoloba - Angelica sylvestris - Angelica taiwaniana - Angelica tarokoensis - Angelica tatianae - Angelica tenuifolia - Angelica ternata - Angelica tianmuensis - Angelica tomentosa - Angelica tournefortiana - Angelica traversii - Angelica trifoliata - Angelica triloba - Angelica triquinata - Angelica tschimganica - Angelica tsinlingensis - Angelica ubadakensis - Angelica uchiyamae - Angelica ursina - Angelica valida - Angelica venenosa - Angelica veneta - Angelica villosa - Angelica wheeleri - Angelica wilsonii - Angelica wolffiana - Angelica × mixta - Angelica yakusimensis |

## Importancia económica y cultural
Entre los sami de Laponia, la planta se utiliza para hacer un instrumento musical tradicional llamado fadno.